# Виталиан из Капуи
Виталиа́н (умер  16 июля 699, Монтеверджине) — святой епископ Капуи, легендарный основатель Монтеверджине. День памяти — 16 июля.
Часто сообщается о том, что он был уроженцем Капуи. Его поминают в римском мартирологе Барония на 16 июля. В других календарях он упоминается как уроженец древнего Каудия, что на Аппиевой дороге, на полпути между Беневенто и Капуей. Оба города сообщают о нем как о своем епископе, поскольку имелась возможность сначала стать ненадолго епископом одного города, а потом — другого. Однако имя святого не фигурирует в старейшем календаре Капуи XII века.
Основным источником его жизни является пергаментный кодекс XII века, найденный монсеньором Стефано Борджиа в библиотеке церкви Беневенто. Согласно этому житию, по святости Виталина и вопреки его воле, он был избран народом и духовенством двадцать пятым епископом города Капуя. Однако некоторые прелаты, которые надеялись захватить епископский пост, подменили ночью его одежду на женскую. Проснувшись к утренней службе и не заметив замены, прелат в этой одежде появился в храме. Над ним издевались и обвиняли его в том, что проповедуя целомудрие, он сам не придерживался его. Виталиан, защищая свою невиновность, немедленно избавился от платья и покинул епархию, направившись в Рим, к папе. Но его враги преследовали его и настигнув его на берегу моря у древней Синуэссы, завязали его в кожаный мешок и бросили в волны. Благодаря божественной защите святой достиг Остии, где он был освобожден из мешка в целости и сохранности. Здесь он прожил около семи месяцев.
Между тем, Капуя, претерпевая божественное наказание за нечестие своих жителей, была разрушена долгой засухой, чумой и голодом. увидев это, жители нашли святого Виталиана и умоляли его возобновить свое епископское служение. По его возвращении в Капую прошел обильный дождь. Однако он отказался от епископата, и, почувствовав, что смерть близка, удалился как отшельник сначала в место, близкое к древней Казерте, которое тогда называлось Милиарум (или, возможно, Мальтанум). Затем на вершинах горы Вергилий, имя которой позже изменилось на Монтеверджине, возникнет одноименное святилище. Здесь он построил храм в честь Превятой Богородицы, где и был похоронен 16 июля 699 года.